# Sępopol Roszarnia
Sępopol Roszarnia – nieistniejący już kolejowy przystanek osobowy w Sępopolu, w województwie warmińsko-mazurskim, w Polsce. Został zlikwidowany w 1991.